# Magnolia, Minnesota
Magnolia là một thành phố thuộc quận Rock, tiểu bang Minnesota, Hoa Kỳ. Năm 2010, dân số của thành phố này là 222 người.

## Dân số
- Dân số năm 2000: 221 người.
- Dân số năm 2010: 222 người.